# Пижма уральская
Пи́жма ура́льская (лат. Tanacétum uralénse) — вид многолетнее травянистое корневищное растение; вид рода Пижма семейства Астровые (Asteraceae).
По данным The Plant List на 2013 год, название Tanacetum uralense (Krasch.) Tzvelev является синонимом действительного названия Tanacetum kittaryanum subsp. uralense (Krasch.) Tzvelev.

## Распространение и среда обитания
Растение распространено на территории Южного Урала, Западной Сибири, в Самарской и Ульяновской областях. В Заволжье встречается в Иргизском и Сокском ландшафтных районах. Вид представлен на территории Средней Азии. Произрастает преимущественно на осадочнах камнеподобых (мергелистых) и меловых обнажениях, а также на карбонатных и перегнойно-карбонатных почвах. На территории Ульяновской области вид представлен в Суруловской лесостепи — памятнике природы.
Численность вида невысокая и существует постепенная тенденция к её снижению из-за сборов растения, закладки карьеров, выпаса скота и сокращения общей площади, которую занимает растительность каменистых степей.

## Ботаническое описание
Высота растения от 15 до 40 см, в некоторых случаях его высота может достигать 50 см. Молодые растения покрыты густыми белыми волосками, взрослые растения их лишены. Период цветения приходится на июнь и июль, плоды созревают с июля по август. Количество стеблей варьируется от 1 до 3. Пижма уральская размножается семенами. Нижние стеблевые листья и листья бесплодных побегов достигают в ширину 3 см, их длина — от 10 до 15 см. Имеют широколинейные очертания, продолговатые или продолговато-линейные. Стеблевые листья меньшего размера и являются менее рассечёнными. Верхние и средние листья растения — сидячие. Корзинка жёлтого цвета, в количестве от 1 до 6. Располагается на длинных цветоножках, соцветие неправильное, щитковидное. Цвет листьев зелёный или тускло-зеленый.

## Значение и применение
Произрастание редкого вида пижмы уральской в липовых лесах Республики Башкортостан, по соседству с распространенными видами медоносных растений способствует возникновению специфического медового вкуса и аромата.

## Природоохранная ситуация
Растение занесено в Красную книгу Ульяновской области, статус — Категория III Редкий вид. Необходим мониторинг за численностью популяций в Оренбургской области. В Самарской области охраняется на территории памятников природы «Исаклинская нагорная лесостепь», «Гора Высокая», «Урочище Грызлы», «Чубовская степь».